# Listă de actori - Z
|  | Listă de actori \| \| Listă de actori - Z \| Liste alfabetice de actori și actrițe \| Listă de actrițe A - B - C - D - E - F - G - H - I - J - K - L - M - N - O - P - Q - R - S - T - U - V - W - X - Y - Z |

## Actori - Z
| - Rolf Zacher (* 1941) - Billy Zane (* 1966) - Zeami - Jean-Paul Zehnacker | - Roschdy Zem - Anthony Zerbe (* 1936) - Uwe Zerbe (* 1943) - Helmut Zierl (* 1956) | - August Zirner (* 1956) - Johannes Zirner (* 1979) - Hanns Zischler (* 1947) - Adrian Zmed (* 1954) - George Zucco (1886 - 1960) |

## Actrițe
|  | Listă de actrițe \| \| Listă de actori \| Liste alfabetice de actori și actrițe \| Listă de actrițe A - B - C - D - E - F - G - H - I - J - K - L - M - N - O - P - Q - R - S - T - U - V - W - X - Y - Z |